# 田螺總科
田螺總科（學名：Viviparoidea）是腹足綱之下的一個淡水螺的總科。舊屬中腹足目，今屬新進腹足類支序（Caenogastropoda）的主扭舌目。
根據2005年《布歇特和洛克羅伊的腹足類分類》，本總科之有下列一個存在科和一個化石科；這個分類到了2017年《布歇特等人的腹足類分類》也沒有變，分別如下：
- 田螺科 Viviparidae
- † Family Pliopholygidae